# Lista di asteroidi (793001-794000)
Di seguito una lista di asteroidi dal numero 793001  al 794000 con data di scoperta e scopritore.

## 793001–793100
| Nome   | Designazione provvisoria | Data di scoperta  | Scopritore              |
| ------ | ------------------------ | ----------------- | ----------------------- |
| 793001 | 2023 RP77                | 3 novembre 2014   | Mount Lemmon Survey     |
| 793002 | 2023 RC78                | 10 settembre 2023 | Pan-STARRS              |
| 793003 | 2023 RQ81                | 24 agosto 2017    | Pan-STARRS              |
| 793004 | 2023 RA83                | 10 ottobre 2007   | Mount Lemmon Survey     |
| 793005 | 2023 RT87                | 15 settembre 2023 | Pan-STARRS 2            |
| 793006 | 2023 RU105               | 2 ottobre 2018    | Pan-STARRS 2            |
| 793007 | 2023 RB106               | 18 settembre 2011 | Mount Lemmon Survey     |
| 793008 | 2023 RG106               | 29 ottobre 2014   | Spacewatch              |
| 793009 | 2023 RV168               | 28 ottobre 2014   | Pan-STARRS              |
| 793010 | 2023 RX168               | 14 gennaio 2011   | Mount Lemmon Survey     |
| 793011 | 2023 SH9                 | 3 marzo 2014      | CTIO-DECam              |
| 793012 | 2023 SA11                | 16 ottobre 2007   | Spacewatch              |
| 793013 | 2023 SA12                | 19 settembre 2023 | Mount Lemmon Survey     |
| 793014 | 2023 SL14                | 15 settembre 2023 | Pan-STARRS 2            |
| 793015 | 2023 SK15                | 24 agosto 2017    | Pan-STARRS              |
| 793016 | 2023 SM16                | 3 novembre 2005   | Spacewatch              |
| 793017 | 2023 SJ17                | 4 ottobre 2018    | Pan-STARRS 2            |
| 793018 | 2023 SF24                | 19 settembre 2023 | Pan-STARRS              |
| 793019 | 2023 SH24                | 17 novembre 2018  | Mount Lemmon Survey     |
| 793020 | 2023 SR24                | 20 settembre 2023 | Pan-STARRS 2            |
| 793021 | 2023 SR25                | 21 gennaio 2020   | Pan-STARRS 2            |
| 793022 | 2023 SQ27                | 4 aprile 2016     | Pan-STARRS              |
| 793023 | 2023 SP28                | 28 settembre 2006 | Spacewatch              |
| 793024 | 2023 SE30                | 9 aprile 2016     | Pan-STARRS              |
| 793025 | 2023 SU30                | 27 luglio 2017    | Pan-STARRS              |
| 793026 | 2023 SW34                | 3 agosto 2017     | Pan-STARRS              |
| 793027 | 2023 SN35                | 20 settembre 2023 | Mount Lemmon Survey     |
| 793028 | 2023 SD47                | 27 settembre 2023 | Pan-STARRS              |
| 793029 | 2023 SG66                | 16 ottobre 2012   | Mount Lemmon Survey     |
| 793030 | 2023 SV66                | 25 ottobre 2014   | Pan-STARRS              |
| 793031 | 2023 SZ66                | 19 settembre 2023 | Pan-STARRS              |
| 793032 | 2023 TR4                 | 18 gennaio 2008   | Mount Lemmon Survey     |
| 793033 | 2023 TO5                 | 27 febbraio 2014  | Mount Lemmon Survey     |
| 793034 | 2023 TH11                | 16 settembre 2017 | Pan-STARRS              |
| 793035 | 2023 TD13                | 13 novembre 2015  | Mount Lemmon Survey     |
| 793036 | 2023 TL18                | 18 aprile 2015    | CTIO-DECam              |
| 793037 | 2023 TB21                | 11 ottobre 2012   | Pan-STARRS              |
| 793038 | 2023 TB26                | 19 aprile 2015    | CTIO-DECam              |
| 793039 | 2023 TK28                | 26 ottobre 2014   | Mount Lemmon Survey     |
| 793040 | 2023 TM28                | 17 ottobre 2012   | Pan-STARRS              |
| 793041 | 2023 TK35                | 6 settembre 2008  | Mount Lemmon Survey     |
| 793042 | 2023 TP42                | 6 novembre 2005   | Mount Lemmon Survey     |
| 793043 | 2023 TA51                | 26 dicembre 2014  | Pan-STARRS              |
| 793044 | 2023 TA70                | 17 novembre 2014  | Pan-STARRS              |
| 793045 | 2023 TX75                | 11 ottobre 2023   | Pan-STARRS 2            |
| 793046 | 2023 TV83                | 25 gennaio 2020   | Mount Lemmon Survey     |
| 793047 | 2023 TA86                | 10 ottobre 2023   | Pan-STARRS              |
| 793048 | 2023 TF87                | 13 febbraio 2008  | Spacewatch              |
| 793049 | 2023 TN95                | 15 ottobre 2023   | Pan-STARRS              |
| 793050 | 2023 TN97                | 11 ottobre 2023   | Pan-STARRS 2            |
| 793051 | 2023 TX98                | 21 settembre 2009 | Mount Lemmon Survey     |
| 793052 | 2023 TM125               | 13 ottobre 2023   | Pan-STARRS 2            |
| 793053 | 2023 TA137               | 9 ottobre 2013    | Mount Lemmon Survey     |
| 793054 | 2023 TK139               | 5 ottobre 2023    | Pan-STARRS              |
| 793055 | 2023 TJ142               | 17 novembre 2014  | Pan-STARRS              |
| 793056 | 2023 TE161               | 21 settembre 2009 | Mount Lemmon Survey     |
| 793057 | 2023 TM194               | 5 gennaio 2014    | Pan-STARRS              |
| 793058 | 2023 UO6                 | 31 dicembre 2018  | Pan-STARRS              |
| 793059 | 2023 UD12                | 11 novembre 2009  | Spacewatch              |
| 793060 | 2023 UK15                | 21 ottobre 2023   | Pan-STARRS              |
| 793061 | 2023 UY27                | 17 ottobre 2023   | Pan-STARRS 2            |
| 793062 | 2023 UE89                | 7 gennaio 2019    | Pan-STARRS              |
| 793063 | 2023 UD90                | 17 ottobre 2023   | Mount Lemmon Survey     |
| 793064 | 2023 VQ30                | 8 novembre 2023   | Pan-STARRS              |
| 793065 | 2023 VN33                | 5 febbraio 2016   | Pan-STARRS              |
| 793066 | 2023 WG42                | 23 dicembre 2012  | Pan-STARRS              |
| 793067 | 1995 QY15                | 31 agosto 1995    | Spacewatch              |
| 793068 | 1995 SK22                | 19 settembre 1995 | Spacewatch              |
| 793069 | 1995 SR33                | 22 settembre 1995 | Spacewatch              |
| 793070 | 1995 SY55                | 22 settembre 1995 | Spacewatch              |
| 793071 | 1995 SR67                | 18 settembre 1995 | Spacewatch              |
| 793072 | 1995 TJ1                 | 14 ottobre 1995   | Xinglong Stn.           |
| 793073 | 1995 TO3                 | 15 ottobre 1995   | Spacewatch              |
| 793074 | 1995 UN14                | 17 ottobre 1995   | Spacewatch              |
| 793075 | 1995 UP63                | 26 ottobre 1995   | Spacewatch              |
| 793076 | 1995 UQ77                | 22 ottobre 1995   | Spacewatch              |
| 793077 | 1995 UG84                | 28 ottobre 1995   | Spacewatch              |
| 793078 | 1995 VT10                | 15 novembre 1995  | Spacewatch              |
| 793079 | 1996 AA10                | 13 gennaio 1996   | Spacewatch              |
| 793080 | 1996 AZ17                | 13 gennaio 1996   | Spacewatch              |
| 793081 | 1996 TP22                | 6 ottobre 1996    | Spacewatch              |
| 793082 | 1996 TF35                | 11 ottobre 1996   | Spacewatch              |
| 793083 | 1997 LA1                 | 1 giugno 1997     | Spacewatch              |
| 793084 | 1997 OJ3                 | 15 dicembre 2014  | Mount Lemmon Survey     |
| 793085 | 1997 SO9                 | 28 settembre 1997 | Spacewatch              |
| 793086 | 1997 TV30                | 9 ottobre 1997    | Spacewatch              |
| 793087 | 1998 KF11                | 23 maggio 1998    | Spacewatch              |
| 793088 | 1998 SB31                | 20 settembre 1998 | Spacewatch              |
| 793089 | 1998 SW41                | 26 settembre 1998 | Spacewatch              |
| 793090 | 1998 SU181               | 19 settembre 1998 | SDSS Collaboration      |
| 793091 | 1998 TZ13                | 13 ottobre 1998   | Spacewatch              |
| 793092 | 1998 UH10                | 16 ottobre 1998   | Spacewatch              |
| 793093 | 1998 UJ14                | 23 ottobre 1998   | Spacewatch              |
| 793094 | 1998 YO21                | 26 dicembre 1998  | Spacewatch              |
| 793095 | 1999 CM143               | 8 febbraio 1999   | J. Anderson, C. Veillet |
| 793096 | 1999 FB101               | 27 aprile 2012    | Pan-STARRS              |
| 793097 | 1999 LE37                | 13 ottobre 2010   | Mount Lemmon Survey     |
| 793098 | 1999 NY4                 | 13 luglio 1999    | LINEAR                  |
| 793099 | 1999 PC7                 | 6 agosto 1999     | J. W. Parker            |
| 793100 | 1999 RY86                | 4 settembre 1999  | CSS                     |

## 793101–793200
| Nome   | Designazione provvisoria | Data di scoperta  | Scopritore                 |
| ------ | ------------------------ | ----------------- | -------------------------- |
| 793101 | 1999 RB225               | 7 settembre 1999  | LINEAR                     |
| 793102 | 1999 RJ260               | 18 settembre 2006 | Spacewatch                 |
| 793103 | 1999 SP29                | 27 ottobre 2016   | Mount Lemmon Survey        |
| 793104 | 1999 TU69                | 9 ottobre 1999    | Spacewatch                 |
| 793105 | 1999 TW74                | 10 ottobre 1999   | Spacewatch                 |
| 793106 | 1999 TN173               | 9 ottobre 1999    | CSS                        |
| 793107 | 1999 TB263               | 15 ottobre 1999   | Spacewatch                 |
| 793108 | 1999 TS306               | 2 ottobre 1999    | Spacewatch                 |
| 793109 | 1999 TJ339               | 4 ottobre 1999    | Spacewatch                 |
| 793110 | 1999 TH342               | 28 agosto 2014    | Pan-STARRS                 |
| 793111 | 1999 UV18                | 30 ottobre 1999   | Spacewatch                 |
| 793112 | 1999 UL35                | 31 ottobre 1999   | Spacewatch                 |
| 793113 | 1999 VK84                | 6 novembre 1999   | Spacewatch                 |
| 793114 | 1999 VU129               | 11 novembre 1999  | Spacewatch                 |
| 793115 | 1999 VE142               | 10 novembre 1999  | Spacewatch                 |
| 793116 | 1999 VX233               | 6 settembre 2015  | Pan-STARRS                 |
| 793117 | 1999 WO28                | 16 novembre 1999  | Spacewatch                 |
| 793118 | 1999 WQ28                | 2 agosto 2016     | Pan-STARRS                 |
| 793119 | 1999 WY28                | 10 ottobre 2016   | Pan-STARRS                 |
| 793120 | 1999 XE150               | 8 dicembre 1999   | Spacewatch                 |
| 793121 | 1999 XX266               | 12 dicembre 1999  | Spacewatch                 |
| 793122 | 2000 AR219               | 8 gennaio 2000    | Spacewatch                 |
| 793123 | 2000 CT104               | 5 febbraio 2000   | Spacewatch                 |
| 793124 | 2000 CA111               | 4 febbraio 2000   | Spacewatch                 |
| 793125 | 2000 CM152               | 27 febbraio 2006  | Spacewatch                 |
| 793126 | 2000 CV156               | 4 dicembre 2007   | Spacewatch                 |
| 793127 | 2000 CY156               | 1 marzo 2016      | Mount Lemmon Survey        |
| 793128 | 2000 EW73                | 10 marzo 2000     | Spacewatch                 |
| 793129 | 2000 EB204               | 6 marzo 2000      | D. Team                    |
| 793130 | 2000 EG204               | 6 marzo 2000      | D. Team                    |
| 793131 | 2000 EN204               | 6 marzo 2000      | D. Team                    |
| 793132 | 2000 EJ210               | 23 febbraio 2015  | Pan-STARRS                 |
| 793133 | 2000 GV128               | 27 marzo 2000     | Spacewatch                 |
| 793134 | 2000 HH106               | 21 aprile 2014    | Mount Lemmon Survey        |
| 793135 | 2000 ML7                 | 30 giugno 2000    | C. Barbieri                |
| 793136 | 2000 OB65                | 31 luglio 2000    | DES                        |
| 793137 | 2000 PQ33                | 10 febbraio 2014  | Pan-STARRS                 |
| 793138 | 2000 PL34                | 1 agosto 2000     | DES                        |
| 793139 | 2000 QR235               | 26 agosto 2000    | R. Millis, L. H. Wasserman |
| 793140 | 2000 QC238               | 27 agosto 2000    | R. Millis, L. H. Wasserman |
| 793141 | 2000 QQ256               | 29 marzo 2012     | Mount Lemmon Survey        |
| 793142 | 2000 QX258               | 8 marzo 2017      | Mount Lemmon Survey        |
| 793143 | 2000 QZ259               | 26 settembre 2017 | Pan-STARRS                 |
| 793144 | 2000 QR260               | 14 novembre 2012  | Mount Lemmon Survey        |
| 793145 | 2000 QS260               | 23 febbraio 2003  | Spacewatch                 |
| 793146 | 2000 RT59                | 7 settembre 2000  | Spacewatch                 |
| 793147 | 2000 RZ109               | 8 maggio 2008     | Spacewatch                 |
| 793148 | 2000 RK110               | 14 agosto 2013    | Pan-STARRS                 |
| 793149 | 2000 SS383               | 23 agosto 2014    | Pan-STARRS                 |
| 793150 | 2000 SX384               | 29 settembre 2008 | Mount Lemmon Survey        |
| 793151 | 2000 SY386               | 26 settembre 2000 | SDSS Collaboration         |
| 793152 | 2000 TE32                | 4 ottobre 2000    | Spacewatch                 |
| 793153 | 2000 TA77                | 16 settembre 2004 | SSS                        |
| 793154 | 2000 TS78                | 22 settembre 2011 | Spacewatch                 |
| 793155 | 2000 TA82                | 29 ottobre 2005   | Mount Lemmon Survey        |
| 793156 | 2000 TM82                | 5 ottobre 2000    | Spacewatch                 |
| 793157 | 2000 WU2                 | 26 novembre 2000  | Spacewatch                 |
| 793158 | 2000 WN198               | 21 novembre 2017  | Pan-STARRS                 |
| 793159 | 2000 WE201               | 23 ottobre 2011   | Pan-STARRS                 |
| 793160 | 2000 XC56                | 8 aprile 2006     | Mount Lemmon Survey        |
| 793161 | 2000 XJ56                | 8 agosto 2016     | Pan-STARRS                 |
| 793162 | 2000 XN56                | 24 ottobre 2013   | Mount Lemmon Survey        |
| 793163 | 2001 DB118               | 25 marzo 2014     | Spacewatch                 |
| 793164 | 2001 DD119               | 23 dicembre 2017  | Pan-STARRS                 |
| 793165 | 2001 DS119               | 10 dicembre 2010  | Mount Lemmon Survey        |
| 793166 | 2001 FO207               | 21 marzo 2001     | Kitt Peak Obs.             |
| 793167 | 2001 FM208               | 21 marzo 2001     | Kitt Peak Obs.             |
| 793168 | 2001 FP245               | 19 marzo 2001     | SDSS Collaboration         |
| 793169 | 2001 FV246               | 23 agosto 2003    | NEAT                       |
| 793170 | 2001 FU247               | 28 febbraio 2012  | Pan-STARRS                 |
| 793171 | 2001 KS82                | 27 aprile 2011    | Spacewatch                 |
| 793172 | 2001 KH83                | 9 settembre 2015  | Pan-STARRS                 |
| 793173 | 2001 KB85                | 14 gennaio 2016   | Pan-STARRS                 |
| 793174 | 2001 KT85                | 16 maggio 2012    | Mount Lemmon Survey        |
| 793175 | 2001 KR89                | 13 ottobre 2015   | Mount Lemmon Survey        |
| 793176 | 2001 NW13                | 13 luglio 2001    | NEAT                       |
| 793177 | 2001 QX106               | 22 agosto 2001    | LINEAR                     |
| 793178 | 2001 QE213               | 23 agosto 2001    | LONEOS                     |
| 793179 | 2001 QE237               | 24 agosto 2001    | LINEAR                     |
| 793180 | 2001 QB299               | 19 agosto 2001    | Cerro Tololo Obs.          |
| 793181 | 2001 QE300               | 19 agosto 2001    | Cerro Tololo Obs.          |
| 793182 | 2001 QE301               | 19 agosto 2001    | Cerro Tololo Obs.          |
| 793183 | 2001 QY303               | 19 agosto 2001    | Cerro Tololo Obs.          |
| 793184 | 2001 QQ309               | 19 agosto 2001    | Cerro Tololo Obs.          |
| 793185 | 2001 QN310               | 19 agosto 2001    | Cerro Tololo Obs.          |
| 793186 | 2001 QU316               | 20 agosto 2001    | Cerro Tololo Obs.          |
| 793187 | 2001 QM339               | 24 agosto 2001    | Spacewatch                 |
| 793188 | 2001 RL47                | 1 agosto 2001     | NEAT                       |
| 793189 | 2001 RR158               | 12 settembre 2001 | DES                        |
| 793190 | 2001 SK112               | 22 agosto 2001    | Spacewatch                 |
| 793191 | 2001 SK184               | 19 settembre 2001 | LINEAR                     |
| 793192 | 2001 SN248               | 19 settembre 2001 | LINEAR                     |
| 793193 | 2001 SP328               | 15 agosto 2001    | AMOS                       |
| 793194 | 2001 SF331               | 19 settembre 2001 | LINEAR                     |
| 793195 | 2001 SY352               | 26 agosto 2012    | Pan-STARRS                 |
| 793196 | 2001 SO359               | 8 giugno 2016     | Pan-STARRS                 |
| 793197 | 2001 TO1                 | 11 ottobre 2001   | G. Hug                     |
| 793198 | 2001 TS81                | 10 settembre 2001 | LINEAR                     |
| 793199 | 2001 TH102               | 15 ottobre 2001   | LINEAR                     |
| 793200 | 2001 TZ159               | 21 settembre 2001 | LINEAR                     |

## 793201–793300
| Nome   | Designazione provvisoria | Data di scoperta  | Scopritore          |
| ------ | ------------------------ | ----------------- | ------------------- |
| 793201 | 2001 TU261               | 15 ottobre 2001   | NEAT                |
| 793202 | 2001 TV262               | 10 ottobre 2001   | NEAT                |
| 793203 | 2001 TO263               | 26 settembre 2001 | NEAT                |
| 793204 | 2001 TP266               | 31 ottobre 2014   | Mount Lemmon Survey |
| 793205 | 2001 TB270               | 14 ottobre 2001   | SDSS Collaboration  |
| 793206 | 2001 UB4                 | 19 ottobre 2001   | NEAT                |
| 793207 | 2001 UB75                | 17 ottobre 2001   | LINEAR              |
| 793208 | 2001 UL235               | 12 novembre 2012  | Mount Lemmon Survey |
| 793209 | 2001 UB239               | 21 ottobre 2012   | Spacewatch          |
| 793210 | 2001 UL240               | 29 agosto 2005    | Spacewatch          |
| 793211 | 2001 VY83                | 20 settembre 2001 | LINEAR              |
| 793212 | 2001 VE135               | 12 novembre 2001  | SDSS Collaboration  |
| 793213 | 2001 VS138               | 11 novembre 2001  | SDSS Collaboration  |
| 793214 | 2001 WJ68                | 17 ottobre 2001   | Spacewatch          |
| 793215 | 2001 WS72                | 20 novembre 2001  | LINEAR              |
| 793216 | 2001 XO49                | 11 novembre 2001  | LINEAR              |
| 793217 | 2001 XU230               | 15 dicembre 2001  | LINEAR              |
| 793218 | 2001 XR266               | 13 dicembre 2001  | C. Barbieri         |
| 793219 | 2001 YJ8                 | 17 dicembre 2001  | LINEAR              |
| 793220 | 2001 YK164               | 12 dicembre 2012  | Mount Lemmon Survey |
| 793221 | 2002 AV45                | 9 gennaio 2002    | LINEAR              |
| 793222 | 2002 AY99                | 8 gennaio 2002    | LINEAR              |
| 793223 | 2002 AX213               | 14 gennaio 2002   | NEAT                |
| 793224 | 2002 AA216               | 27 ottobre 2017   | Mount Lemmon Survey |
| 793225 | 2002 CV79                | 7 febbraio 2002   | LINEAR              |
| 793226 | 2002 CL197               | 7 febbraio 2002   | Spacewatch          |
| 793227 | 2002 CO255               | 6 febbraio 2002   | Spacewatch          |
| 793228 | 2002 CT266               | 7 febbraio 2002   | Spacewatch          |
| 793229 | 2002 CL276               | 7 febbraio 2002   | NEAT                |
| 793230 | 2002 CV315               | 13 febbraio 2002  | Spacewatch          |
| 793231 | 2002 CW321               | 13 febbraio 2002  | SDSS Collaboration  |
| 793232 | 2002 CX322               | 24 maggio 2015    | Pan-STARRS          |
| 793233 | 2002 CY322               | 27 novembre 2014  | Pan-STARRS          |
| 793234 | 2002 CC325               | 10 febbraio 2013  | Pan-STARRS          |
| 793235 | 2002 CE325               | 26 febbraio 2016  | Pan-STARRS          |
| 793236 | 2002 CM325               | 5 aprile 2014     | Pan-STARRS          |
| 793237 | 2002 CQ325               | 13 febbraio 2002  | SDSS Collaboration  |
| 793238 | 2002 CV329               | 13 febbraio 2002  | SDSS Collaboration  |
| 793239 | 2002 DE12                | 11 febbraio 2002  | LINEAR              |
| 793240 | 2002 DE22                | 5 ottobre 2013    | Pan-STARRS          |
| 793241 | 2002 EE122               | 12 marzo 2002     | NEAT                |
| 793242 | 2002 EP164               | 8 febbraio 2002   | DES                 |
| 793243 | 2002 EM172               | 23 settembre 2015 | Pan-STARRS          |
| 793244 | 2002 FV19                | 18 marzo 2002     | DES                 |
| 793245 | 2002 FO23                | 21 marzo 2002     | Spacewatch          |
| 793246 | 2002 FP42                | 21 settembre 2008 | Mount Lemmon Survey |
| 793247 | 2002 FW43                | 14 febbraio 2013  | Pan-STARRS          |
| 793248 | 2002 FP44                | 21 marzo 2002     | Spacewatch          |
| 793249 | 2002 GK28                | 6 aprile 2002     | Cerro Tololo Obs.   |
| 793250 | 2002 GN51                | 5 aprile 2002     | NEAT                |
| 793251 | 2002 GF57                | 8 aprile 2002     | Spacewatch          |
| 793252 | 2002 GJ156               | 13 aprile 2002    | NEAT                |
| 793253 | 2002 GC158               | 13 aprile 2002    | NEAT                |
| 793254 | 2002 GL186               | 8 aprile 2002     | NEAT                |
| 793255 | 2002 GU190               | 27 aprile 2008    | Mount Lemmon Survey |
| 793256 | 2002 GA195               | 9 novembre 2013   | Mount Lemmon Survey |
| 793257 | 2002 GR195               | 8 aprile 2002     | NEAT                |
| 793258 | 2002 GY197               | 4 aprile 2002     | NEAT                |
| 793259 | 2002 HA19                | 12 luglio 2013    | Pan-STARRS          |
| 793260 | 2002 MF7                 | 17 luglio 2002    | NEAT                |
| 793261 | 2002 NZ67                | 5 luglio 2002     | NEAT                |
| 793262 | 2002 NN80                | 9 luglio 2002     | NEAT                |
| 793263 | 2002 NW80                | 29 dicembre 2011  | Spacewatch          |
| 793264 | 2002 OT28                | 16 agosto 2002    | AMOS                |
| 793265 | 2002 OP31                | 17 luglio 2002    | NEAT                |
| 793266 | 2002 OM35                | 29 luglio 2009    | Spacewatch          |
| 793267 | 2002 OX37                | 16 luglio 2002    | NEAT                |
| 793268 | 2002 PT130               | 13 agosto 2002    | LINEAR              |
| 793269 | 2002 PQ143               | 9 agosto 2002     | DES                 |
| 793270 | 2002 PJ146               | 9 agosto 2002     | DES                 |
| 793271 | 2002 PL147               | 9 agosto 2002     | DES                 |
| 793272 | 2002 PP147               | 10 agosto 2002    | DES                 |
| 793273 | 2002 PV148               | 10 agosto 2002    | DES                 |
| 793274 | 2002 PJ172               | 16 agosto 2002    | AMOS                |
| 793275 | 2002 PR184               | 21 ottobre 2006   | Spacewatch          |
| 793276 | 2002 PZ185               | 18 ottobre 2006   | Spacewatch          |
| 793277 | 2002 PP196               | 11 agosto 2002    | NEAT                |
| 793278 | 2002 PZ200               | 20 giugno 2002    | NEAT                |
| 793279 | 2002 PO201               | 7 agosto 2002     | NEAT                |
| 793280 | 2002 PZ202               | 4 maggio 2006     | Mount Lemmon Survey |
| 793281 | 2002 QR10                | 17 agosto 2002    | NEAT                |
| 793282 | 2002 QW61                | 16 agosto 2002    | NEAT                |
| 793283 | 2002 QX61                | 16 agosto 2002    | NEAT                |
| 793284 | 2002 QU74                | 17 agosto 2002    | NEAT                |
| 793285 | 2002 QX74                | 18 agosto 2002    | NEAT                |
| 793286 | 2002 QY79                | 11 agosto 2002    | NEAT                |
| 793287 | 2002 QX80                | 18 agosto 2002    | NEAT                |
| 793288 | 2002 QA97                | 8 agosto 2002     | NEAT                |
| 793289 | 2002 QH103               | 18 agosto 2002    | NEAT                |
| 793290 | 2002 QY112               | 16 agosto 2002    | NEAT                |
| 793291 | 2002 QO117               | 21 luglio 2002    | NEAT                |
| 793292 | 2002 QG120               | 29 agosto 2002    | NEAT                |
| 793293 | 2002 QN141               | 27 agosto 2002    | NEAT                |
| 793294 | 2002 QL142               | 1 settembre 2002  | AMOS                |
| 793295 | 2002 QM154               | 17 agosto 2002    | NEAT                |
| 793296 | 2002 QA160               | 29 aprile 2014    | Pan-STARRS          |
| 793297 | 2002 RD27                | 5 settembre 2002  | LINEAR              |
| 793298 | 2002 RS132               | 5 settembre 2002  | LONEOS              |
| 793299 | 2002 RB169               | 13 settembre 2002 | NEAT                |
| 793300 | 2002 RW195               | 12 settembre 2002 | NEAT                |

## 793301–793400
| Nome   | Designazione provvisoria | Data di scoperta  | Scopritore                          |
| ------ | ------------------------ | ----------------- | ----------------------------------- |
| 793301 | 2002 RT238               | 12 settembre 2002 | NEAT                                |
| 793302 | 2002 RD247               | 19 agosto 2002    | NEAT                                |
| 793303 | 2002 RT257               | 14 settembre 2002 | NEAT                                |
| 793304 | 2002 RX257               | 11 settembre 2002 | NEAT                                |
| 793305 | 2002 RT258               | 12 settembre 2002 | NEAT                                |
| 793306 | 2002 RD261               | 11 settembre 2002 | NEAT                                |
| 793307 | 2002 RH265               | 13 settembre 2002 | NEAT                                |
| 793308 | 2002 RU266               | 13 settembre 2002 | NEAT                                |
| 793309 | 2002 RD267               | 17 settembre 2002 | AMOS                                |
| 793310 | 2002 RN269               | 29 agosto 2002    | NEAT                                |
| 793311 | 2002 RS269               | 29 agosto 2002    | NEAT                                |
| 793312 | 2002 RM274               | 27 agosto 2002    | NEAT                                |
| 793313 | 2002 RC277               | 14 settembre 2002 | NEAT                                |
| 793314 | 2002 RD277               | 11 settembre 2002 | NEAT                                |
| 793315 | 2002 RR284               | 12 settembre 2002 | NEAT                                |
| 793316 | 2002 RB286               | 28 settembre 2010 | Osservatorio astronomico di Maiorca |
| 793317 | 2002 RY292               | 18 agosto 2002    | NEAT                                |
| 793318 | 2002 RO293               | 18 agosto 2002    | NEAT                                |
| 793319 | 2002 SX47                | 30 settembre 2002 | LINEAR                              |
| 793320 | 2002 SE63                | 31 agosto 2002    | NEAT                                |
| 793321 | 2002 ST64                | 27 settembre 2002 | NEAT                                |
| 793322 | 2002 SL66                | 29 agosto 2002    | NEAT                                |
| 793323 | 2002 SG69                | 14 settembre 2002 | NEAT                                |
| 793324 | 2002 SN69                | 10 ottobre 2002   | SDSS Collaboration                  |
| 793325 | 2002 SS75                | 30 settembre 2002 | NEAT                                |
| 793326 | 2002 TZ67                | 1 agosto 2002     | LINEAR                              |
| 793327 | 2002 TO151               | 5 ottobre 2002    | NEAT                                |
| 793328 | 2002 TE216               | 5 ottobre 2002    | NEAT                                |
| 793329 | 2002 TG232               | 3 settembre 2002  | NEAT                                |
| 793330 | 2002 TM300               | 15 ottobre 2002   | NEAT                                |
| 793331 | 2002 TH381               | 5 ottobre 2002    | NEAT                                |
| 793332 | 2002 TE382               | 10 ottobre 2015   | Pan-STARRS                          |
| 793333 | 2002 TZ390               | 25 gennaio 2015   | Pan-STARRS                          |
| 793334 | 2002 TA394               | 15 ottobre 2002   | NEAT                                |
| 793335 | 2002 UN35                | 31 ottobre 2002   | NEAT                                |
| 793336 | 2002 VC122               | 13 novembre 2002  | NEAT                                |
| 793337 | 2002 VT152               | 22 ottobre 2008   | Spacewatch                          |
| 793338 | 2002 VP153               | 15 settembre 2017 | Pan-STARRS                          |
| 793339 | 2002 WW                  | 10 ottobre 2002   | NEAT                                |
| 793340 | 2002 WH1                 | 16 novembre 2002  | NEAT                                |
| 793341 | 2002 WH2                 | 31 ottobre 2002   | Spacewatch                          |
| 793342 | 2002 WY20                | 24 novembre 2002  | NEAT                                |
| 793343 | 2002 WW23                | 13 novembre 2002  | NEAT                                |
| 793344 | 2002 WQ27                | 23 novembre 2002  | NEAT                                |
| 793345 | 2002 XC8                 | 2 dicembre 2002   | LINEAR                              |
| 793346 | 2002 XL45                | 5 dicembre 2002   | LINEAR                              |
| 793347 | 2002 XQ121               | 10 marzo 2005     | Mount Lemmon Survey                 |
| 793348 | 2002 YB37                | 24 febbraio 2014  | Pan-STARRS                          |
| 793349 | 2003 AY2                 | 2 gennaio 2003    | LONEOS                              |
| 793350 | 2003 AP71                | 28 dicembre 2002  | Spacewatch                          |
| 793351 | 2003 BK46                | 28 gennaio 2003   | LINEAR                              |
| 793352 | 2003 BO94                | 25 gennaio 2003   | NEAT                                |
| 793353 | 2003 BC100               | 21 ottobre 2017   | Mount Lemmon Survey                 |
| 793354 | 2003 BL101               | 28 gennaio 2017   | Pan-STARRS                          |
| 793355 | 2003 BN101               | 16 novembre 2017  | Mount Lemmon Survey                 |
| 793356 | 2003 BX101               | 12 ottobre 2007   | Mount Lemmon Survey                 |
| 793357 | 2003 BS102               | 19 ottobre 2007   | Mount Lemmon Survey                 |
| 793358 | 2003 BC103               | 30 settembre 2017 | Pan-STARRS                          |
| 793359 | 2003 CM23                | 4 febbraio 2003   | C. Barbieri                         |
| 793360 | 2003 CZ23                | 4 febbraio 2003   | C. Barbieri                         |
| 793361 | 2003 CV27                | 30 luglio 2017    | Pan-STARRS                          |
| 793362 | 2003 DW25                | 21 febbraio 2003  | NEAT                                |
| 793363 | 2003 EW54                | 7 marzo 2003      | Kitt Peak Obs.                      |
| 793364 | 2003 EA65                | 7 aprile 2014     | Mount Lemmon Survey                 |
| 793365 | 2003 EN65                | 10 marzo 2003     | CINEOS                              |
| 793366 | 2003 FV122               | 31 marzo 2003     | Cerro Tololo Obs.                   |
| 793367 | 2003 FD139               | 13 gennaio 2008   | Spacewatch                          |
| 793368 | 2003 FE140               | 24 marzo 2014     | Pan-STARRS                          |
| 793369 | 2003 FM141               | 24 marzo 2003     | SDSS Collaboration                  |
| 793370 | 2003 FA142               | 23 marzo 2003     | SDSS Collaboration                  |
| 793371 | 2003 GX18                | 4 aprile 2003     | Spacewatch                          |
| 793372 | 2003 GB33                | 1 aprile 2003     | Cerro Tololo Obs.                   |
| 793373 | 2003 GU60                | 30 agosto 2016    | Mount Lemmon Survey                 |
| 793374 | 2003 GN61                | 1 aprile 2003     | SDSS Collaboration                  |
| 793375 | 2003 GN63                | 26 gennaio 2011   | Spacewatch                          |
| 793376 | 2003 GQ63                | 29 aprile 2014    | Pan-STARRS                          |
| 793377 | 2003 GL65                | 14 aprile 2008    | Spacewatch                          |
| 793378 | 2003 GO66                | 1 aprile 2003     | SDSS Collaboration                  |
| 793379 | 2003 GE67                | 1 aprile 2003     | SDSS Collaboration                  |
| 793380 | 2003 GH67                | 1 aprile 2003     | SDSS Collaboration                  |
| 793381 | 2003 HT4                 | 24 aprile 2003    | Spacewatch                          |
| 793382 | 2003 HD60                | 17 ottobre 2006   | Spacewatch                          |
| 793383 | 2003 HK61                | 22 luglio 1995    | Spacewatch                          |
| 793384 | 2003 JN14                | 8 maggio 2003     | LINEAR                              |
| 793385 | 2003 JU19                | 10 maggio 2003    | Spacewatch                          |
| 793386 | 2003 JJ21                | 6 maggio 2003     | Spacewatch                          |
| 793387 | 2003 KV8                 | 25 maggio 2003    | Spacewatch                          |
| 793388 | 2003 KX23                | 30 maggio 2003    | DES                                 |
| 793389 | 2003 KM24                | 6 maggio 2003     | Spacewatch                          |
| 793390 | 2003 KK40                | 26 maggio 2003    | Spacewatch                          |
| 793391 | 2003 LA5                 | 2 giugno 2003     | P. R. Holvorcem, M. Schwartz        |
| 793392 | 2003 LQ11                | 27 agosto 2011    | Pan-STARRS                          |
| 793393 | 2003 LX11                | 9 maggio 2014     | Pan-STARRS                          |
| 793394 | 2003 NS14                | 19 maggio 2018    | Pan-STARRS                          |
| 793395 | 2003 OO14                | 22 luglio 2003    | NEAT                                |
| 793396 | 2003 OQ24                | 26 luglio 2003    | NEAT                                |
| 793397 | 2003 PX13                | 4 agosto 2003     | Spacewatch                          |
| 793398 | 2003 QT82                | 24 agosto 2003    | Cerro Tololo Obs.                   |
| 793399 | 2003 QJ121               | 18 maggio 2013    | Mount Lemmon Survey                 |
| 793400 | 2003 QN121               | 21 gennaio 2012   | Spacewatch                          |

## 793401–793500
| Nome   | Designazione provvisoria | Data di scoperta  | Scopritore          |
| ------ | ------------------------ | ----------------- | ------------------- |
| 793401 | 2003 QX121               | 27 novembre 2013  | Spacewatch          |
| 793402 | 2003 QZ121               | 10 febbraio 2016  | Mount Lemmon Survey |
| 793403 | 2003 QX123               | 14 agosto 2012    | SSS                 |
| 793404 | 2003 QZ123               | 22 dicembre 2012  | Pan-STARRS          |
| 793405 | 2003 QA125               | 28 agosto 2003    | NEAT                |
| 793406 | 2003 QA127               | 26 agosto 2003    | Cerro Tololo Obs.   |
| 793407 | 2003 SO29                | 18 settembre 2003 | NEAT                |
| 793408 | 2003 SH36                | 19 settembre 2003 | NEAT                |
| 793409 | 2003 SM71                | 21 agosto 2003    | CINEOS              |
| 793410 | 2003 SE77                | 19 settembre 2003 | Spacewatch          |
| 793411 | 2003 SR118               | 16 settembre 2003 | Spacewatch          |
| 793412 | 2003 SG130               | 19 settembre 2003 | Spacewatch          |
| 793413 | 2003 SN135               | 17 ottobre 2012   | Pan-STARRS          |
| 793414 | 2003 SU151               | 18 settembre 2003 | NEAT                |
| 793415 | 2003 SK209               | 18 settembre 2003 | NEAT                |
| 793416 | 2003 SJ262               | 27 settembre 2003 | Spacewatch          |
| 793417 | 2003 SB337               | 16 settembre 2003 | Spacewatch          |
| 793418 | 2003 SK354               | 22 settembre 2003 | NEAT                |
| 793419 | 2003 SN355               | 25 settembre 2003 | NEAT                |
| 793420 | 2003 SD364               | 26 settembre 2003 | SDSS Collaboration  |
| 793421 | 2003 SK366               | 17 settembre 2003 | Spacewatch          |
| 793422 | 2003 SL376               | 26 settembre 2003 | SDSS Collaboration  |
| 793423 | 2003 SS384               | 26 settembre 2003 | SDSS Collaboration  |
| 793424 | 2003 SM386               | 2 ottobre 2003    | Spacewatch          |
| 793425 | 2003 ST386               | 2 ottobre 2003    | Spacewatch          |
| 793426 | 2003 SY386               | 26 settembre 2003 | SDSS Collaboration  |
| 793427 | 2003 SK388               | 26 settembre 2003 | SDSS Collaboration  |
| 793428 | 2003 SU415               | 30 settembre 2003 | Spacewatch          |
| 793429 | 2003 SM417               | 28 settembre 2003 | SDSS Collaboration  |
| 793430 | 2003 SK421               | 30 settembre 2003 | Spacewatch          |
| 793431 | 2003 SM433               | 29 settembre 2003 | Spacewatch          |
| 793432 | 2003 ST438               | 19 settembre 2003 | NEAT                |
| 793433 | 2003 SQ444               | 29 aprile 2016    | Spacewatch          |
| 793434 | 2003 SG445               | 26 settembre 2003 | SDSS Collaboration  |
| 793435 | 2003 SA446               | 29 settembre 2003 | Spacewatch          |
| 793436 | 2003 SO446               | 20 gennaio 2015   | Pan-STARRS          |
| 793437 | 2003 SZ446               | 18 settembre 2003 | Spacewatch          |
| 793438 | 2003 SQ447               | 16 aprile 2016    | Pan-STARRS          |
| 793439 | 2003 ST448               | 16 settembre 2003 | Spacewatch          |
| 793440 | 2003 SS450               | 5 ottobre 2003    | Spacewatch          |
| 793441 | 2003 SM453               | 19 settembre 2003 | Spacewatch          |
| 793442 | 2003 SR459               | 28 settembre 2003 | Spacewatch          |
| 793443 | 2003 SV461               | 25 febbraio 2011  | Mount Lemmon Survey |
| 793444 | 2003 SX461               | 5 febbraio 2016   | Pan-STARRS          |
| 793445 | 2003 SR462               | 12 agosto 2012    | SSS                 |
| 793446 | 2003 SM463               | 27 aprile 2012    | Pan-STARRS          |
| 793447 | 2003 SA465               | 19 settembre 2003 | Spacewatch          |
| 793448 | 2003 SH470               | 20 settembre 2003 | NEAT                |
| 793449 | 2003 SC474               | 19 settembre 2003 | Spacewatch          |
| 793450 | 2003 SK475               | 29 settembre 2003 | SDSS Collaboration  |
| 793451 | 2003 SD478               | 19 settembre 2003 | Spacewatch          |
| 793452 | 2003 TG24                | 19 settembre 2003 | NEAT                |
| 793453 | 2003 TD39                | 2 ottobre 2003    | Spacewatch          |
| 793454 | 2003 TK52                | 5 ottobre 2003    | Spacewatch          |
| 793455 | 2003 TB62                | 30 settembre 2011 | Mount Lemmon Survey |
| 793456 | 2003 TB66                | 15 ottobre 2003   | NEAT                |
| 793457 | 2003 UE9                 | 29 settembre 2003 | Spacewatch          |
| 793458 | 2003 UK33                | 17 ottobre 2003   | Spacewatch          |
| 793459 | 2003 UV33                | 30 settembre 2003 | Spacewatch          |
| 793460 | 2003 UD39                | 16 ottobre 2003   | Spacewatch          |
| 793461 | 2003 UM40                | 16 ottobre 2003   | Spacewatch          |
| 793462 | 2003 UH85                | 9 ottobre 2012    | Pan-STARRS          |
| 793463 | 2003 UA88                | 19 ottobre 2003   | Spacewatch          |
| 793464 | 2003 UY285               | 25 ottobre 2003   | Spacewatch          |
| 793465 | 2003 UK286               | 25 ottobre 2003   | Spacewatch          |
| 793466 | 2003 UW326               | 28 settembre 2003 | Spacewatch          |
| 793467 | 2003 UH332               | 16 settembre 2003 | Spacewatch          |
| 793468 | 2003 UQ335               | 18 settembre 2003 | Spacewatch          |
| 793469 | 2003 UB343               | 30 settembre 2003 | Spacewatch          |
| 793470 | 2003 UA362               | 20 ottobre 2003   | Spacewatch          |
| 793471 | 2003 UH363               | 20 ottobre 2003   | Spacewatch          |
| 793472 | 2003 UB364               | 20 ottobre 2003   | Spacewatch          |
| 793473 | 2003 UK371               | 23 luglio 2003    | NEAT                |
| 793474 | 2003 UG380               | 21 settembre 2003 | Spacewatch          |
| 793475 | 2003 UE384               | 19 ottobre 2003   | SDSS Collaboration  |
| 793476 | 2003 UC388               | 22 ottobre 2003   | SDSS Collaboration  |
| 793477 | 2003 UL389               | 22 ottobre 2003   | SDSS Collaboration  |
| 793478 | 2003 UO393               | 22 ottobre 2003   | SDSS Collaboration  |
| 793479 | 2003 UX394               | 22 ottobre 2003   | SDSS Collaboration  |
| 793480 | 2003 UQ409               | 23 ottobre 2003   | SDSS Collaboration  |
| 793481 | 2003 UR412               | 16 gennaio 2004   | NEAT                |
| 793482 | 2003 UP427               | 27 ottobre 2003   | Spacewatch          |
| 793483 | 2003 UE429               | 14 giugno 2012    | Mount Lemmon Survey |
| 793484 | 2003 UH431               | 12 gennaio 2016   | Pan-STARRS          |
| 793485 | 2003 UD435               | 20 ottobre 2011   | Mount Lemmon Survey |
| 793486 | 2003 UF435               | 28 ottobre 2014   | Pan-STARRS          |
| 793487 | 2003 UT437               | 20 febbraio 2015  | Pan-STARRS          |
| 793488 | 2003 UZ439               | 20 agosto 2011    | Pan-STARRS          |
| 793489 | 2003 UL440               | 21 novembre 2003  | Spacewatch          |
| 793490 | 2003 UO442               | 17 agosto 2012    | Pan-STARRS          |
| 793491 | 2003 UW449               | 22 ottobre 2003   | Spacewatch          |
| 793492 | 2003 UC451               | 23 ottobre 2003   | SDSS Collaboration  |
| 793493 | 2003 VR5                 | 15 novembre 2003  | Spacewatch          |
| 793494 | 2003 WV48                | 19 novembre 2003  | Spacewatch          |
| 793495 | 2003 WF179               | 20 novembre 2003  | Kitt Peak Obs.      |
| 793496 | 2003 WE205               | 5 dicembre 2016   | Mount Lemmon Survey |
| 793497 | 2003 WC208               | 28 ottobre 2014   | Pan-STARRS          |
| 793498 | 2003 WV209               | 30 novembre 2003  | Spacewatch          |
| 793499 | 2003 WH212               | 4 settembre 2008  | Spacewatch          |
| 793500 | 2003 WP212               | 23 settembre 2015 | Mount Lemmon Survey |

## 793501–793600
| Nome   | Designazione provvisoria | Data di scoperta  | Scopritore                |
| ------ | ------------------------ | ----------------- | ------------------------- |
| 793501 | 2003 WK215               | 19 novembre 2003  | NEAT                      |
| 793502 | 2003 WX218               | 21 novembre 2003  | Spacewatch                |
| 793503 | 2003 XG15                | 4 dicembre 2003   | LINEAR                    |
| 793504 | 2003 XV44                | 9 maggio 2011     | Mount Lemmon Survey       |
| 793505 | 2003 XT45                | 27 giugno 2014    | Pan-STARRS                |
| 793506 | 2003 XX45                | 18 giugno 2018    | Pan-STARRS                |
| 793507 | 2003 YM124               | 28 dicembre 2003  | Spacewatch                |
| 793508 | 2003 YT165               | 17 dicembre 2003  | Spacewatch                |
| 793509 | 2003 YF176               | 16 dicembre 2003  | Osservatorio di Mauna Kea |
| 793510 | 2003 YT176               | 19 novembre 2003  | Spacewatch                |
| 793511 | 2003 YB177               | 16 dicembre 2003  | Osservatorio di Mauna Kea |
| 793512 | 2004 AR14                | 15 gennaio 2004   | Spacewatch                |
| 793513 | 2004 BJ14                | 18 gennaio 2004   | Spacewatch                |
| 793514 | 2004 BZ40                | 21 gennaio 2004   | LINEAR                    |
| 793515 | 2004 BF45                | 12 gennaio 2004   | NEAT                      |
| 793516 | 2004 BJ65                | 17 dicembre 2003  | Spacewatch                |
| 793517 | 2004 BE125               | 16 gennaio 2004   | Spacewatch                |
| 793518 | 2004 BV131               | 16 gennaio 2004   | Spacewatch                |
| 793519 | 2004 BK154               | 28 gennaio 2004   | Spacewatch                |
| 793520 | 2004 BE164               | 18 gennaio 2004   | NEAT                      |
| 793521 | 2004 BC167               | 9 gennaio 2011    | Spacewatch                |
| 793522 | 2004 BN167               | 18 gennaio 2004   | Spacewatch                |
| 793523 | 2004 BJ168               | 9 dicembre 2010   | Mount Lemmon Survey       |
| 793524 | 2004 BJ170               | 12 novembre 2015  | Mount Lemmon Survey       |
| 793525 | 2004 CY                  | 11 febbraio 2004  | NEAT                      |
| 793526 | 2004 CV8                 | 11 febbraio 2004  | Spacewatch                |
| 793527 | 2004 CJ16                | 11 febbraio 2004  | Spacewatch                |
| 793528 | 2004 CW27                | 19 gennaio 2004   | Spacewatch                |
| 793529 | 2004 CR30                | 16 gennaio 2004   | NEAT                      |
| 793530 | 2004 CJ33                | 12 febbraio 2004  | Spacewatch                |
| 793531 | 2004 CO49                | 14 febbraio 2004  | LINEAR                    |
| 793532 | 2004 CZ112               | 17 gennaio 2004   | NEAT                      |
| 793533 | 2004 CG129               | 14 febbraio 2004  | Spacewatch                |
| 793534 | 2004 CT132               | 21 ottobre 2016   | Mount Lemmon Survey       |
| 793535 | 2004 CF134               | 3 dicembre 2015   | Mount Lemmon Survey       |
| 793536 | 2004 DX68                | 26 febbraio 2004  | DES                       |
| 793537 | 2004 DN84                | 18 gennaio 2016   | Mount Lemmon Survey       |
| 793538 | 2004 DQ85                | 25 novembre 2011  | Pan-STARRS                |
| 793539 | 2004 DW86                | 25 gennaio 2009   | Spacewatch                |
| 793540 | 2004 DC89                | 5 aprile 2014     | Pan-STARRS                |
| 793541 | 2004 DN89                | 29 febbraio 2004  | Spacewatch                |
| 793542 | 2004 ER4                 | 11 marzo 2004     | NEAT                      |
| 793543 | 2004 EZ26                | 14 marzo 2004     | Spacewatch                |
| 793544 | 2004 ED45                | 15 marzo 2004     | Spacewatch                |
| 793545 | 2004 ES107               | 15 marzo 2004     | Spacewatch                |
| 793546 | 2004 ET116               | 5 febbraio 2011   | Pan-STARRS                |
| 793547 | 2004 EE118               | 15 marzo 2004     | Spacewatch                |
| 793548 | 2004 FN1                 | 17 marzo 2004     | LINEAR                    |
| 793549 | 2004 FC5                 | 18 marzo 2004     | Spacewatch                |
| 793550 | 2004 FL5                 | 16 marzo 2004     | LINEAR                    |
| 793551 | 2004 FX74                | 17 marzo 2004     | Spacewatch                |
| 793552 | 2004 FC101               | 23 marzo 2004     | LINEAR                    |
| 793553 | 2004 FX122               | 26 marzo 2004     | Spacewatch                |
| 793554 | 2004 FA129               | 28 marzo 2004     | Spacewatch                |
| 793555 | 2004 FE138               | 29 marzo 2004     | Spacewatch                |
| 793556 | 2004 FW152               | 17 marzo 2004     | Spacewatch                |
| 793557 | 2004 FV171               | 29 aprile 1997    | Spacewatch                |
| 793558 | 2004 FJ176               | 18 marzo 2018     | Pan-STARRS                |
| 793559 | 2004 FG178               | 17 marzo 2004     | SDSS Collaboration        |
| 793560 | 2004 GL4                 | 11 aprile 2004    | NEAT                      |
| 793561 | 2004 GQ53                | 13 aprile 2004    | Spacewatch                |
| 793562 | 2004 GG68                | 13 aprile 2004    | Spacewatch                |
| 793563 | 2004 GK76                | 15 aprile 2004    | Spacewatch                |
| 793564 | 2004 GK92                | 12 aprile 2004    | Spacewatch                |
| 793565 | 2004 HH33                | 23 aprile 2004    | AMOS                      |
| 793566 | 2004 HT76                | 26 aprile 2004    | Osservatorio di Mauna Kea |
| 793567 | 2004 HD77                | 26 aprile 2004    | Mauna Kea Obs.            |
| 793568 | 2004 HF77                | 26 aprile 2004    | Mauna Kea Obs.            |
| 793569 | 2004 HM84                | 26 marzo 2008     | Mount Lemmon Survey       |
| 793570 | 2004 JZ3                 | 9 maggio 2004     | Spacewatch                |
| 793571 | 2004 JH13                | 13 maggio 2004    | LINEAR                    |
| 793572 | 2004 JA23                | 21 aprile 2004    | Spacewatch                |
| 793573 | 2004 JV57                | 10 marzo 2018     | Pan-STARRS                |
| 793574 | 2004 JZ57                | 23 dicembre 2016  | Pan-STARRS                |
| 793575 | 2004 KL21                | 20 maggio 2004    | Spacewatch                |
| 793576 | 2004 KL22                | 19 maggio 2004    | Spacewatch                |
| 793577 | 2004 LL28                | 14 giugno 2004    | Spacewatch                |
| 793578 | 2004 MP3                 | 21 giugno 2004    | LINEAR                    |
| 793579 | 2004 MM5                 | 21 aprile 2004    | Spacewatch                |
| 793580 | 2004 ME9                 | 16 ottobre 2013   | Mount Lemmon Survey       |
| 793581 | 2004 ND27                | 11 luglio 2004    | LINEAR                    |
| 793582 | 2004 NM27                | 11 luglio 2004    | LINEAR                    |
| 793583 | 2004 OX1                 | 16 luglio 2004    | LINEAR                    |
| 793584 | 2004 PH58                | 9 luglio 2004     | NEAT                      |
| 793585 | 2004 PZ116               | 20 agosto 2004    | Spacewatch                |
| 793586 | 2004 PJ120               | 7 maggio 2014     | Pan-STARRS                |
| 793587 | 2004 PU121               | 11 febbraio 2018  | Pan-STARRS                |
| 793588 | 2004 PO122               | 15 agosto 2004    | Cerro Tololo Obs.         |
| 793589 | 2004 PS122               | 20 agosto 2004    | Spacewatch                |
| 793590 | 2004 QL28                | 25 agosto 2004    | Spacewatch                |
| 793591 | 2004 QG31                | 25 febbraio 2012  | Mount Lemmon Survey       |
| 793592 | 2004 QH32                | 27 gennaio 2015   | Pan-STARRS                |
| 793593 | 2004 RZ41                | 7 settembre 2004  | Spacewatch                |
| 793594 | 2004 RK83                | 9 settembre 2004  | LINEAR                    |
| 793595 | 2004 RK120               | 7 settembre 2004  | Spacewatch                |
| 793596 | 2004 RA125               | 7 settembre 2004  | Spacewatch                |
| 793597 | 2004 RX129               | 7 settembre 2004  | Spacewatch                |
| 793598 | 2004 RM131               | 7 settembre 2004  | Spacewatch                |
| 793599 | 2004 RM133               | 7 settembre 2004  | Spacewatch                |
| 793600 | 2004 RN158               | 10 settembre 2004 | LINEAR                    |

## 793601–793700
| Nome   | Designazione provvisoria | Data di scoperta  | Scopritore                      |
| ------ | ------------------------ | ----------------- | ------------------------------- |
| 793601 | 2004 RV160               | 10 settembre 2004 | Spacewatch                      |
| 793602 | 2004 RS171               | 9 settembre 2004  | LINEAR                          |
| 793603 | 2004 RX176               | 14 agosto 2004    | Cerro Tololo Obs.               |
| 793604 | 2004 RR268               | 11 settembre 2004 | Spacewatch                      |
| 793605 | 2004 RY269               | 11 settembre 2004 | Spacewatch                      |
| 793606 | 2004 RE279               | 15 settembre 2004 | Spacewatch                      |
| 793607 | 2004 RP285               | 15 settembre 2004 | Spacewatch                      |
| 793608 | 2004 RO301               | 11 settembre 2004 | Spacewatch                      |
| 793609 | 2004 RB303               | 12 settembre 2004 | Spacewatch                      |
| 793610 | 2004 RU317               | 12 settembre 2004 | Spacewatch                      |
| 793611 | 2004 RL332               | 14 settembre 2004 | NEAT                            |
| 793612 | 2004 RU362               | 11 aprile 2008    | Mount Lemmon Survey             |
| 793613 | 2004 RC365               | 2 ottobre 2013    | Mount Lemmon Survey             |
| 793614 | 2004 RE367               | 12 settembre 2004 | Spacewatch                      |
| 793615 | 2004 SH1                 | 12 agosto 2004    | NEAT                            |
| 793616 | 2004 SE8                 | 17 settembre 2004 | Spacewatch                      |
| 793617 | 2004 SE63                | 16 settembre 2004 | Spacewatch                      |
| 793618 | 2004 SR63                | 16 settembre 2004 | Spacewatch                      |
| 793619 | 2004 SX63                | 5 settembre 2013  | Spacewatch                      |
| 793620 | 2004 SR65                | 23 settembre 2004 | Spacewatch                      |
| 793621 | 2004 SQ66                | 16 settembre 2004 | Spacewatch                      |
| 793622 | 2004 TC                  | 3 ottobre 2004    | NEAT                            |
| 793623 | 2004 TS3                 | 10 settembre 2004 | Spacewatch                      |
| 793624 | 2004 TU14                | 7 ottobre 2004    | LINEAR                          |
| 793625 | 2004 TZ33                | 23 agosto 2004    | SSS                             |
| 793626 | 2004 TL47                | 4 ottobre 2004    | Spacewatch                      |
| 793627 | 2004 TK74                | 6 ottobre 2004    | Spacewatch                      |
| 793628 | 2004 TV99                | 17 settembre 2004 | Spacewatch                      |
| 793629 | 2004 TB115               | 8 ottobre 2004    | Spacewatch                      |
| 793630 | 2004 TG140               | 4 ottobre 2004    | Spacewatch                      |
| 793631 | 2004 TN141               | 4 ottobre 2004    | Spacewatch                      |
| 793632 | 2004 TN151               | 6 ottobre 2004    | Spacewatch                      |
| 793633 | 2004 TU179               | 9 settembre 2004  | LINEAR                          |
| 793634 | 2004 TQ185               | 10 settembre 2004 | Spacewatch                      |
| 793635 | 2004 TN190               | 7 ottobre 2004    | Spacewatch                      |
| 793636 | 2004 TD194               | 7 ottobre 2004    | Spacewatch                      |
| 793637 | 2004 TS194               | 7 ottobre 2004    | Spacewatch                      |
| 793638 | 2004 TD217               | 24 settembre 2004 | Spacewatch                      |
| 793639 | 2004 TW230               | 8 ottobre 2004    | Spacewatch                      |
| 793640 | 2004 TV233               | 8 ottobre 2004    | Spacewatch                      |
| 793641 | 2004 TE244               | 13 settembre 2004 | NEAT                            |
| 793642 | 2004 TC251               | 9 ottobre 2004    | Spacewatch                      |
| 793643 | 2004 TN252               | 9 ottobre 2004    | Spacewatch                      |
| 793644 | 2004 TV253               | 9 ottobre 2004    | Spacewatch                      |
| 793645 | 2004 TP284               | 8 ottobre 2004    | Spacewatch                      |
| 793646 | 2004 TV291               | 10 ottobre 2004   | Spacewatch                      |
| 793647 | 2004 TF305               | 10 ottobre 2004   | Spacewatch                      |
| 793648 | 2004 TA317               | 11 ottobre 2004   | Spacewatch                      |
| 793649 | 2004 TW334               | 23 settembre 2004 | Spacewatch                      |
| 793650 | 2004 TK338               | 12 ottobre 2004   | Spacewatch                      |
| 793651 | 2004 TC355               | 13 ottobre 2004   | Spacewatch                      |
| 793652 | 2004 TL375               | 18 marzo 2016     | Mount Lemmon Survey             |
| 793653 | 2004 TK376               | 2 aprile 2016     | Pan-STARRS                      |
| 793654 | 2004 TH383               | 27 gennaio 2006   | Mount Lemmon Survey             |
| 793655 | 2004 TR386               | 6 ottobre 2004    | Spacewatch                      |
| 793656 | 2004 TG388               | 10 ottobre 2004   | L. H. Wasserman, J. R. Lovering |
| 793657 | 2004 VU2                 | 10 ottobre 2004   | L. H. Wasserman, J. R. Lovering |
| 793658 | 2004 VJ46                | 4 novembre 2004   | Spacewatch                      |
| 793659 | 2004 VC67                | 10 novembre 2004  | Spacewatch                      |
| 793660 | 2004 VW67                | 10 novembre 2004  | DES                             |
| 793661 | 2004 VZ101               | 9 novembre 2004   | Osservatorio di Mauna Kea       |
| 793662 | 2004 VN103               | 3 novembre 2004   | Spacewatch                      |
| 793663 | 2004 VX104               | 9 novembre 2004   | Osservatorio di Mauna Kea       |
| 793664 | 2004 VL110               | 9 novembre 2004   | Mauna Kea Obs.                  |
| 793665 | 2004 VV133               | 23 settembre 2008 | Mount Lemmon Survey             |
| 793666 | 2004 VM134               | 6 settembre 2008  | Mount Lemmon Survey             |
| 793667 | 2004 VY134               | 23 luglio 2015    | Pan-STARRS 2                    |
| 793668 | 2004 VC136               | 1 maggio 2012     | Mount Lemmon Survey             |
| 793669 | 2004 VE136               | 9 ottobre 2013    | Spacewatch                      |
| 793670 | 2004 VT137               | 9 agosto 2015     | Pan-STARRS                      |
| 793671 | 2004 WE13                | 28 gennaio 2014   | Mount Lemmon Survey             |
| 793672 | 2004 WY13                | 7 maggio 2016     | Pan-STARRS                      |
| 793673 | 2004 XZ16                | 3 dicembre 2004   | Spacewatch                      |
| 793674 | 2004 XZ111               | 10 dicembre 2004  | Spacewatch                      |
| 793675 | 2004 XG171               | 9 dicembre 2004   | Spacewatch                      |
| 793676 | 2004 XU195               | 7 agosto 2016     | Pan-STARRS                      |
| 793677 | 2004 XB198               | 17 novembre 2009  | Mount Lemmon Survey             |
| 793678 | 2005 AC84                | 8 gennaio 2005    | CINEOS                          |
| 793679 | 2005 BU30                | 16 gennaio 2005   | Osservatorio di Mauna Kea       |
| 793680 | 2005 BG31                | 16 gennaio 2005   | Mauna Kea Obs.                  |
| 793681 | 2005 BB32                | 16 gennaio 2005   | Mauna Kea Obs.                  |
| 793682 | 2005 BN54                | 17 gennaio 2005   | Spacewatch                      |
| 793683 | 2005 BL57                | 11 agosto 2018    | Pan-STARRS                      |
| 793684 | 2005 BS57                | 22 dicembre 2008  | Spacewatch                      |
| 793685 | 2005 CJ39                | 9 febbraio 2005   | A. Boattini                     |
| 793686 | 2005 CM87                | 21 maggio 2018    | Pan-STARRS                      |
| 793687 | 2005 CP87                | 21 marzo 2015     | Pan-STARRS                      |
| 793688 | 2005 DC4                 | 4 maggio 2009     | Mount Lemmon Survey             |
| 793689 | 2005 EL62                | 4 marzo 2005      | Mount Lemmon Survey             |
| 793690 | 2005 EF94                | 9 marzo 2005      | Mount Lemmon Survey             |
| 793691 | 2005 EH106               | 4 marzo 2005      | Mount Lemmon Survey             |
| 793692 | 2005 EU106               | 4 marzo 2005      | Mount Lemmon Survey             |
| 793693 | 2005 EM128               | 9 marzo 2005      | Spacewatch                      |
| 793694 | 2005 EP159               | 9 marzo 2005      | Mount Lemmon Survey             |
| 793695 | 2005 EU186               | 10 marzo 2005     | Mount Lemmon Survey             |
| 793696 | 2005 ET190               | 11 marzo 2005     | Mount Lemmon Survey             |
| 793697 | 2005 EO230               | 13 settembre 2007 | Spacewatch                      |
| 793698 | 2005 EG232               | 10 marzo 2005     | Mount Lemmon Survey             |
| 793699 | 2005 EO263               | 13 marzo 2005     | Mount Lemmon Survey             |
| 793700 | 2005 EX291               | 15 novembre 2018  | Spacewatch                      |

## 793701–793800
| Nome   | Designazione provvisoria | Data di scoperta  | Scopritore                |
| ------ | ------------------------ | ----------------- | ------------------------- |
| 793701 | 2005 EZ295               | 9 marzo 2005      | DES                       |
| 793702 | 2005 EM297               | 11 marzo 2005     | DES                       |
| 793703 | 2005 EN303               | 11 marzo 2005     | DES                       |
| 793704 | 2005 EB307               | 8 marzo 2005      | Mount Lemmon Survey       |
| 793705 | 2005 ES307               | 8 marzo 2005      | Mount Lemmon Survey       |
| 793706 | 2005 EW308               | 9 marzo 2005      | Mount Lemmon Survey       |
| 793707 | 2005 ES313               | 10 marzo 2005     | Mount Lemmon Survey       |
| 793708 | 2005 ES334               | 11 marzo 2005     | Mount Lemmon Survey       |
| 793709 | 2005 EB340               | 11 settembre 2007 | Spacewatch                |
| 793710 | 2005 EX342               | 19 maggio 2010    | Mount Lemmon Survey       |
| 793711 | 2005 ED344               | 11 marzo 2005     | Mount Lemmon Survey       |
| 793712 | 2005 EN347               | 13 dicembre 2015  | Pan-STARRS                |
| 793713 | 2005 EO347               | 5 febbraio 2016   | Pan-STARRS                |
| 793714 | 2005 ET347               | 15 gennaio 2015   | Pan-STARRS                |
| 793715 | 2005 EM350               | 26 agosto 2012    | Pan-STARRS                |
| 793716 | 2005 EF352               | 8 marzo 2005      | Mount Lemmon Survey       |
| 793717 | 2005 GS65                | 2 aprile 2005     | Mount Lemmon Survey       |
| 793718 | 2005 GN66                | 2 aprile 2005     | Mount Lemmon Survey       |
| 793719 | 2005 GU76                | 5 aprile 2005     | Mount Lemmon Survey       |
| 793720 | 2005 GD131               | 12 marzo 2005     | Mount Lemmon Survey       |
| 793721 | 2005 GW159               | 2 aprile 2005     | Spacewatch                |
| 793722 | 2005 GH177               | 5 aprile 2005     | Mount Lemmon Survey       |
| 793723 | 2005 GP186               | 11 aprile 2005    | Mount Lemmon Survey       |
| 793724 | 2005 GQ186               | 10 aprile 2005    | Kitt Peak Obs.            |
| 793725 | 2005 GT186               | 10 aprile 2005    | Kitt Peak Obs.            |
| 793726 | 2005 GC188               | 12 aprile 2005    | Kitt Peak Obs.            |
| 793727 | 2005 GX191               | 12 aprile 2005    | Kitt Peak Obs.            |
| 793728 | 2005 GA193               | 10 aprile 2005    | Kitt Peak Obs.            |
| 793729 | 2005 GG193               | 10 aprile 2005    | Kitt Peak Obs.            |
| 793730 | 2005 GH198               | 10 aprile 2005    | Kitt Peak Obs.            |
| 793731 | 2005 GG200               | 10 aprile 2005    | Kitt Peak Obs.            |
| 793732 | 2005 GP219               | 4 aprile 2005     | Spacewatch                |
| 793733 | 2005 GH229               | 21 gennaio 2015   | Pan-STARRS                |
| 793734 | 2005 GH235               | 10 marzo 2016     | Pan-STARRS                |
| 793735 | 2005 GS235               | 8 ottobre 2015    | Pan-STARRS                |
| 793736 | 2005 GF237               | 8 febbraio 2013   | Pan-STARRS                |
| 793737 | 2005 GF238               | 18 novembre 2007  | Spacewatch                |
| 793738 | 2005 GZ241               | 7 aprile 2005     | Spacewatch                |
| 793739 | 2005 GA242               | 11 aprile 2005    | Mount Lemmon Survey       |
| 793740 | 2005 HJ12                | 21 dicembre 2014  | Pan-STARRS                |
| 793741 | 2005 HF13                | 17 aprile 2005    | Spacewatch                |
| 793742 | 2005 JE8                 | 4 maggio 2005     | Osservatorio di Mauna Kea |
| 793743 | 2005 JK9                 | 4 maggio 2005     | Mauna Kea Obs.            |
| 793744 | 2005 JD10                | 4 maggio 2005     | Mauna Kea Obs.            |
| 793745 | 2005 JL13                | 11 aprile 2005    | Mount Lemmon Survey       |
| 793746 | 2005 JC45                | 4 maggio 2005     | Spacewatch                |
| 793747 | 2005 JS56                | 6 maggio 2005     | Spacewatch                |
| 793748 | 2005 JA64                | 4 maggio 2005     | Kitt Peak Obs.            |
| 793749 | 2005 JJ104               | 10 maggio 2005    | Mount Lemmon Survey       |
| 793750 | 2005 JY171               | 14 maggio 2005    | Mount Lemmon Survey       |
| 793751 | 2005 JD172               | 10 maggio 2005    | DES                       |
| 793752 | 2005 JJ193               | 5 marzo 2017      | Pan-STARRS                |
| 793753 | 2005 JR194               | 14 maggio 2005    | Mount Lemmon Survey       |
| 793754 | 2005 KB                  | 16 maggio 2005    | NEAT                      |
| 793755 | 2005 KA16                | 16 aprile 2018    | Pan-STARRS                |
| 793756 | 2005 LU13                | 4 giugno 2005     | Spacewatch                |
| 793757 | 2005 LF55                | 22 marzo 2015     | Pan-STARRS                |
| 793758 | 2005 LA57                | 25 agosto 2014    | Pan-STARRS                |
| 793759 | 2005 LH58                | 6 febbraio 2016   | Pan-STARRS                |
| 793760 | 2005 LE61                | 13 ottobre 2015   | Mount Lemmon Survey       |
| 793761 | 2005 MF55                | 17 giugno 2005    | Mount Lemmon Survey       |
| 793762 | 2005 MU56                | 29 giugno 2005    | NEAT                      |
| 793763 | 2005 MY56                | 18 giugno 2005    | Mount Lemmon Survey       |
| 793764 | 2005 MZ56                | 29 giugno 2005    | Spacewatch                |
| 793765 | 2005 NO47                | 7 luglio 2005     | Spacewatch                |
| 793766 | 2005 NS49                | 4 luglio 2005     | Mount Lemmon Survey       |
| 793767 | 2005 NV54                | 10 luglio 2005    | Spacewatch                |
| 793768 | 2005 NT59                | 9 luglio 2005     | Spacewatch                |
| 793769 | 2005 NL78                | 11 luglio 2005    | Spacewatch                |
| 793770 | 2005 NB89                | 4 luglio 2005     | Mount Lemmon Survey       |
| 793771 | 2005 NG89                | 7 luglio 2014     | Pan-STARRS                |
| 793772 | 2005 NK93                | 5 luglio 2005     | NEAT                      |
| 793773 | 2005 NY93                | 6 luglio 2005     | Spacewatch                |
| 793774 | 2005 NR100               | 6 luglio 2005     | Spacewatch                |
| 793775 | 2005 NA105               | 7 luglio 2005     | Osservatorio di Mauna Kea |
| 793776 | 2005 NJ105               | 7 luglio 2005     | Mauna Kea Obs.            |
| 793777 | 2005 NE111               | 7 luglio 2005     | Mauna Kea Obs.            |
| 793778 | 2005 NJ111               | 7 luglio 2005     | Mauna Kea Obs.            |
| 793779 | 2005 NM111               | 7 luglio 2005     | Mauna Kea Obs.            |
| 793780 | 2005 NV111               | 7 luglio 2005     | Mauna Kea Obs.            |
| 793781 | 2005 NW119               | 15 luglio 2005    | Mount Lemmon Survey       |
| 793782 | 2005 NE120               | 7 luglio 2005     | Osservatorio di Mauna Kea |
| 793783 | 2005 NF131               | 3 febbraio 2016   | Pan-STARRS                |
| 793784 | 2005 NW131               | 4 luglio 2005     | Mount Lemmon Survey       |
| 793785 | 2005 NU132               | 1 luglio 2005     | NEAT                      |
| 793786 | 2005 NX132               | 15 luglio 2005    | Mount Lemmon Survey       |
| 793787 | 2005 NL134               | 11 novembre 2010  | Mount Lemmon Survey       |
| 793788 | 2005 NW134               | 15 gennaio 2019   | Pan-STARRS                |
| 793789 | 2005 OK21                | 28 luglio 2005    | NEAT                      |
| 793790 | 2005 OS25                | 31 luglio 2005    | NEAT                      |
| 793791 | 2005 OT30                | 31 luglio 2005    | Osservatorio di Mauna Kea |
| 793792 | 2005 OW33                | 18 luglio 2005    | NEAT                      |
| 793793 | 2005 OF34                | 21 maggio 2017    | Pan-STARRS                |
| 793794 | 2005 PT9                 | 4 agosto 2005     | NEAT                      |
| 793795 | 2005 PF12                | 4 agosto 2005     | NEAT                      |
| 793796 | 2005 PM12                | 12 luglio 2005    | Mount Lemmon Survey       |
| 793797 | 2005 PL26                | 4 agosto 2005     | Osservatorio di Mauna Kea |
| 793798 | 2005 PH31                | 15 settembre 2017 | Pan-STARRS                |
| 793799 | 2005 PN31                | 5 agosto 2005     | NEAT                      |
| 793800 | 2005 QZ                  | 12 luglio 2005    | Mount Lemmon Survey       |

## 793801–793900
| Nome   | Designazione provvisoria | Data di scoperta  | Scopritore          |
| ------ | ------------------------ | ----------------- | ------------------- |
| 793801 | 2005 QE19                | 5 agosto 2005     | NEAT                |
| 793802 | 2005 QN21                | 26 agosto 2005    | LONEOS              |
| 793803 | 2005 QQ34                | 30 luglio 2005    | NEAT                |
| 793804 | 2005 QD51                | 28 agosto 2005    | Spacewatch          |
| 793805 | 2005 QB66                | 31 luglio 2005    | NEAT                |
| 793806 | 2005 QH67                | 28 agosto 2005    | Spacewatch          |
| 793807 | 2005 QL78                | 25 agosto 2005    | NEAT                |
| 793808 | 2005 QH93                | 26 agosto 2005    | NEAT                |
| 793809 | 2005 QS101               | 31 agosto 2005    | Spacewatch          |
| 793810 | 2005 QC120               | 28 agosto 2005    | Spacewatch          |
| 793811 | 2005 QK122               | 28 agosto 2005    | Spacewatch          |
| 793812 | 2005 QP122               | 28 agosto 2005    | Spacewatch          |
| 793813 | 2005 QV125               | 28 agosto 2005    | Spacewatch          |
| 793814 | 2005 QR139               | 28 agosto 2005    | Spacewatch          |
| 793815 | 2005 QK140               | 28 agosto 2005    | Spacewatch          |
| 793816 | 2005 QX159               | 30 luglio 2005    | NEAT                |
| 793817 | 2005 QW179               | 26 agosto 2005    | NEAT                |
| 793818 | 2005 QA191               | 28 agosto 2005    | Spacewatch          |
| 793819 | 2005 QN195               | 31 agosto 2005    | NEAT                |
| 793820 | 2005 QR195               | 8 febbraio 2011   | Mount Lemmon Survey |
| 793821 | 2005 QA197               | 29 agosto 2005    | Spacewatch          |
| 793822 | 2005 QF197               | 26 agosto 2005    | NEAT                |
| 793823 | 2005 QW203               | 31 agosto 2005    | Spacewatch          |
| 793824 | 2005 QX204               | 29 agosto 2005    | Spacewatch          |
| 793825 | 2005 QJ207               | 28 agosto 2005    | Spacewatch          |
| 793826 | 2005 QV207               | 30 agosto 2005    | Spacewatch          |
| 793827 | 2005 QG208               | 7 marzo 2008      | Mount Lemmon Survey |
| 793828 | 2005 QU208               | 28 agosto 2005    | Spacewatch          |
| 793829 | 2005 QF209               | 29 agosto 2005    | Spacewatch          |
| 793830 | 2005 QH211               | 29 agosto 2005    | Spacewatch          |
| 793831 | 2005 QU211               | 4 febbraio 2019   | Pan-STARRS          |
| 793832 | 2005 RQ1                 | 3 luglio 2005     | NEAT                |
| 793833 | 2005 RN32                | 27 agosto 2001    | NEAT                |
| 793834 | 2005 RO41                | 13 settembre 2005 | Spacewatch          |
| 793835 | 2005 RL47                | 27 settembre 2005 | SDSS Collaboration  |
| 793836 | 2005 RU54                | 2 settembre 2005  | NEAT                |
| 793837 | 2005 RB58                | 25 gennaio 2015   | Pan-STARRS          |
| 793838 | 2005 RY61                | 12 settembre 2005 | D. Healy            |
| 793839 | 2005 RU62                | 12 settembre 2005 | Spacewatch          |
| 793840 | 2005 SO6                 | 23 settembre 2005 | Spacewatch          |
| 793841 | 2005 SC10                | 25 settembre 2005 | D. Healy            |
| 793842 | 2005 SX12                | 24 settembre 2005 | Spacewatch          |
| 793843 | 2005 SC26                | 26 settembre 2005 | NEAT                |
| 793844 | 2005 SW42                | 24 settembre 2005 | Spacewatch          |
| 793845 | 2005 SE53                | 31 agosto 2005    | Spacewatch          |
| 793846 | 2005 SX60                | 26 settembre 2005 | Spacewatch          |
| 793847 | 2005 SN63                | 26 settembre 2005 | Spacewatch          |
| 793848 | 2005 SN74                | 14 settembre 2005 | Spacewatch          |
| 793849 | 2005 SS77                | 24 settembre 2005 | Spacewatch          |
| 793850 | 2005 SO80                | 24 settembre 2005 | Spacewatch          |
| 793851 | 2005 SF83                | 24 settembre 2005 | Spacewatch          |
| 793852 | 2005 SU93                | 24 settembre 2005 | Spacewatch          |
| 793853 | 2005 SP113               | 27 settembre 2005 | Spacewatch          |
| 793854 | 2005 ST125               | 29 settembre 2005 | Mount Lemmon Survey |
| 793855 | 2005 SP132               | 29 settembre 2005 | Spacewatch          |
| 793856 | 2005 SQ133               | 29 settembre 2005 | Spacewatch          |
| 793857 | 2005 SC139               | 25 settembre 2005 | Spacewatch          |
| 793858 | 2005 SC147               | 25 settembre 2005 | Spacewatch          |
| 793859 | 2005 SQ158               | 26 settembre 2005 | NEAT                |
| 793860 | 2005 SD159               | 30 agosto 2005    | LONEOS              |
| 793861 | 2005 SU167               | 6 settembre 2005  | CSS                 |
| 793862 | 2005 SM174               | 29 settembre 2005 | Spacewatch          |
| 793863 | 2005 SH176               | 29 settembre 2005 | Spacewatch          |
| 793864 | 2005 SZ189               | 29 settembre 2005 | Mount Lemmon Survey |
| 793865 | 2005 ST193               | 29 settembre 2005 | Spacewatch          |
| 793866 | 2005 SS198               | 30 agosto 2005    | Spacewatch          |
| 793867 | 2005 SG204               | 30 settembre 2005 | Mount Lemmon Survey |
| 793868 | 2005 SP205               | 29 agosto 2005    | NEAT                |
| 793869 | 2005 SP206               | 30 settembre 2005 | Mount Lemmon Survey |
| 793870 | 2005 ST211               | 30 settembre 2005 | Mount Lemmon Survey |
| 793871 | 2005 SQ216               | 30 settembre 2005 | Mount Lemmon Survey |
| 793872 | 2005 SD226               | 30 settembre 2005 | Spacewatch          |
| 793873 | 2005 SR229               | 30 settembre 2005 | Mount Lemmon Survey |
| 793874 | 2005 SZ239               | 30 settembre 2005 | Spacewatch          |
| 793875 | 2005 SY244               | 30 settembre 2005 | Mount Lemmon Survey |
| 793876 | 2005 SO245               | 29 agosto 2005    | NEAT                |
| 793877 | 2005 SD249               | 30 settembre 2005 | Mount Lemmon Survey |
| 793878 | 2005 SG254               | 14 settembre 2005 | Spacewatch          |
| 793879 | 2005 SZ256               | 23 settembre 2005 | Spacewatch          |
| 793880 | 2005 SA259               | 24 settembre 2005 | Spacewatch          |
| 793881 | 2005 SD261               | 26 settembre 2005 | Spacewatch          |
| 793882 | 2005 SJ267               | 29 settembre 2005 | Mount Lemmon Survey |
| 793883 | 2005 SG271               | 30 settembre 2005 | Mount Lemmon Survey |
| 793884 | 2005 SL272               | 29 settembre 2005 | Spacewatch          |
| 793885 | 2005 SA273               | 30 settembre 2005 | Spacewatch          |
| 793886 | 2005 SC274               | 29 settembre 2005 | Spacewatch          |
| 793887 | 2005 SH281               | 30 settembre 2005 | Mount Lemmon Survey |
| 793888 | 2005 SJ283               | 1 ottobre 2005    | SDSS Collaboration  |
| 793889 | 2005 SC284               | 27 settembre 2005 | SDSS Collaboration  |
| 793890 | 2005 ST285               | 3 novembre 2005   | CSS                 |
| 793891 | 2005 ST286               | 1 ottobre 2005    | SDSS Collaboration  |
| 793892 | 2005 SL288               | 1 ottobre 2005    | SDSS Collaboration  |
| 793893 | 2005 SR288               | 1 ottobre 2005    | SDSS Collaboration  |
| 793894 | 2005 SV291               | 26 settembre 2005 | Spacewatch          |
| 793895 | 2005 SK295               | 27 settembre 2005 | NEAT                |
| 793896 | 2005 SR296               | 23 settembre 2005 | Spacewatch          |
| 793897 | 2005 SY302               | 30 settembre 2005 | NEAT                |
| 793898 | 2005 SP303               | 30 settembre 2005 | Mount Lemmon Survey |
| 793899 | 2005 SA304               | 25 settembre 2005 | Spacewatch          |
| 793900 | 2005 SS304               | 30 settembre 2005 | Mount Lemmon Survey |

## 793901–794000
| Nome   | Designazione provvisoria | Data di scoperta  | Scopritore          |
| ------ | ------------------------ | ----------------- | ------------------- |
| 793901 | 2005 TQ                  | 2 ottobre 2005    | SSS                 |
| 793902 | 2005 TP4                 | 1 ottobre 2005    | Mount Lemmon Survey |
| 793903 | 2005 TK20                | 1 settembre 2005  | Spacewatch          |
| 793904 | 2005 TJ21                | 30 agosto 2005    | NEAT                |
| 793905 | 2005 TK29                | 2 ottobre 2005    | Mount Lemmon Survey |
| 793906 | 2005 TL30                | 25 settembre 2005 | D. Healy            |
| 793907 | 2005 TO37                | 1 ottobre 2005    | Mount Lemmon Survey |
| 793908 | 2005 TZ37                | 1 ottobre 2005    | Mount Lemmon Survey |
| 793909 | 2005 TP44                | 1 ottobre 2005    | Mount Lemmon Survey |
| 793910 | 2005 TO46                | 29 settembre 2005 | NEAT                |
| 793911 | 2005 TG58                | 1 ottobre 2005    | Mount Lemmon Survey |
| 793912 | 2005 TK80                | 23 settembre 2005 | Spacewatch          |
| 793913 | 2005 TA121               | 25 settembre 2005 | Spacewatch          |
| 793914 | 2005 TO126               | 7 ottobre 2005    | Spacewatch          |
| 793915 | 2005 TZ128               | 29 settembre 2005 | Mount Lemmon Survey |
| 793916 | 2005 TW136               | 6 ottobre 2005    | Spacewatch          |
| 793917 | 2005 TC146               | 8 ottobre 2005    | Spacewatch          |
| 793918 | 2005 TH157               | 9 ottobre 2005    | Spacewatch          |
| 793919 | 2005 TU157               | 9 ottobre 2005    | Spacewatch          |
| 793920 | 2005 TK158               | 30 settembre 2005 | Mount Lemmon Survey |
| 793921 | 2005 TG177               | 1 settembre 2005  | A. Boattini         |
| 793922 | 2005 TY192               | 1 ottobre 2005    | SDSS Collaboration  |
| 793923 | 2005 TX195               | 2 ottobre 2005    | Mount Lemmon Survey |
| 793924 | 2005 TZ195               | 6 ottobre 2005    | Spacewatch          |
| 793925 | 2005 TN204               | 11 ottobre 2005   | Spacewatch          |
| 793926 | 2005 TT204               | 1 ottobre 2005    | Mount Lemmon Survey |
| 793927 | 2005 TW207               | 1 ottobre 2005    | Spacewatch          |
| 793928 | 2005 TX207               | 28 ottobre 2017   | Pan-STARRS          |
| 793929 | 2005 TZ207               | 27 ottobre 2016   | Mount Lemmon Survey |
| 793930 | 2005 TZ209               | 1 ottobre 2005    | Spacewatch          |
| 793931 | 2005 TO210               | 28 febbraio 2014  | Pan-STARRS          |
| 793932 | 2005 TT210               | 29 aprile 2014    | Pan-STARRS          |
| 793933 | 2005 TY212               | 2 gennaio 2016    | Mount Lemmon Survey |
| 793934 | 2005 TU213               | 1 ottobre 2005    | CSS                 |
| 793935 | 2005 TZ215               | 1 ottobre 2005    | Mount Lemmon Survey |
| 793936 | 2005 TA219               | 1 ottobre 2005    | Mount Lemmon Survey |
| 793937 | 2005 TL219               | 11 ottobre 2005   | Spacewatch          |
| 793938 | 2005 TM219               | 1 ottobre 2005    | Mount Lemmon Survey |
| 793939 | 2005 TB220               | 7 ottobre 2005    | Mount Lemmon Survey |
| 793940 | 2005 TD223               | 1 ottobre 2005    | Mount Lemmon Survey |
| 793941 | 2005 TK225               | 1 ottobre 2005    | Mount Lemmon Survey |
| 793942 | 2005 TQ225               | 7 ottobre 2005    | Mount Lemmon Survey |
| 793943 | 2005 TC226               | 1 ottobre 2005    | Mount Lemmon Survey |
| 793944 | 2005 TA227               | 1 ottobre 2005    | Mount Lemmon Survey |
| 793945 | 2005 UC20                | 1 ottobre 2005    | Mount Lemmon Survey |
| 793946 | 2005 UZ21                | 23 ottobre 2005   | Spacewatch          |
| 793947 | 2005 UQ45                | 22 ottobre 2005   | CSS                 |
| 793948 | 2005 UN58                | 24 ottobre 2005   | Spacewatch          |
| 793949 | 2005 UX61                | 25 ottobre 2005   | Mount Lemmon Survey |
| 793950 | 2005 UW64                | 1 ottobre 2005    | Mount Lemmon Survey |
| 793951 | 2005 UG78                | 25 ottobre 2005   | Mount Lemmon Survey |
| 793952 | 2005 UG96                | 22 ottobre 2005   | Spacewatch          |
| 793953 | 2005 UW96                | 22 ottobre 2005   | Spacewatch          |
| 793954 | 2005 UJ99                | 22 ottobre 2005   | Spacewatch          |
| 793955 | 2005 UT134               | 25 ottobre 2005   | Spacewatch          |
| 793956 | 2005 UE137               | 1 ottobre 2005    | Mount Lemmon Survey |
| 793957 | 2005 UA138               | 25 ottobre 2005   | Mount Lemmon Survey |
| 793958 | 2005 UF145               | 26 ottobre 2005   | Spacewatch          |
| 793959 | 2005 UB147               | 26 ottobre 2005   | Spacewatch          |
| 793960 | 2005 UP148               | 26 ottobre 2005   | Spacewatch          |
| 793961 | 2005 UN149               | 26 ottobre 2005   | Spacewatch          |
| 793962 | 2005 UO157               | 30 ottobre 2005   | LINEAR              |
| 793963 | 2005 UE166               | 24 ottobre 2005   | Spacewatch          |
| 793964 | 2005 UN168               | 24 ottobre 2005   | Spacewatch          |
| 793965 | 2005 UQ183               | 25 ottobre 2005   | Mount Lemmon Survey |
| 793966 | 2005 UF184               | 25 ottobre 2005   | Mount Lemmon Survey |
| 793967 | 2005 UX184               | 25 ottobre 2005   | Mount Lemmon Survey |
| 793968 | 2005 UT188               | 27 ottobre 2005   | Mount Lemmon Survey |
| 793969 | 2005 UJ194               | 1 ottobre 2005    | Mount Lemmon Survey |
| 793970 | 2005 UH203               | 25 ottobre 2005   | Mount Lemmon Survey |
| 793971 | 2005 UV206               | 27 ottobre 2005   | Spacewatch          |
| 793972 | 2005 UJ209               | 27 ottobre 2005   | Mount Lemmon Survey |
| 793973 | 2005 US209               | 27 ottobre 2005   | Mount Lemmon Survey |
| 793974 | 2005 UD211               | 27 ottobre 2005   | Spacewatch          |
| 793975 | 2005 UM211               | 27 ottobre 2005   | Spacewatch          |
| 793976 | 2005 UT212               | 27 ottobre 2005   | Spacewatch          |
| 793977 | 2005 UJ234               | 25 ottobre 2005   | Spacewatch          |
| 793978 | 2005 UX236               | 25 ottobre 2005   | Spacewatch          |
| 793979 | 2005 UL270               | 11 ottobre 2005   | Spacewatch          |
| 793980 | 2005 UA276               | 24 ottobre 2005   | Spacewatch          |
| 793981 | 2005 UH316               | 25 ottobre 2005   | Mount Lemmon Survey |
| 793982 | 2005 UE322               | 27 ottobre 2005   | Spacewatch          |
| 793983 | 2005 UX328               | 28 ottobre 2005   | Mount Lemmon Survey |
| 793984 | 2005 UM331               | 1 ottobre 2005    | Spacewatch          |
| 793985 | 2005 UC333               | 29 ottobre 2005   | Mount Lemmon Survey |
| 793986 | 2005 UK338               | 1 ottobre 2005    | Mount Lemmon Survey |
| 793987 | 2005 US363               | 27 ottobre 2005   | Spacewatch          |
| 793988 | 2005 UB366               | 27 ottobre 2005   | Spacewatch          |
| 793989 | 2005 UG369               | 27 ottobre 2005   | Spacewatch          |
| 793990 | 2005 UV370               | 27 ottobre 2005   | Spacewatch          |
| 793991 | 2005 UN377               | 28 ottobre 2005   | Mount Lemmon Survey |
| 793992 | 2005 UP380               | 1 ottobre 2005    | Mount Lemmon Survey |
| 793993 | 2005 UK389               | 29 ottobre 2005   | Mount Lemmon Survey |
| 793994 | 2005 UN389               | 29 settembre 2005 | Mount Lemmon Survey |
| 793995 | 2005 UO389               | 29 ottobre 2005   | Mount Lemmon Survey |
| 793996 | 2005 UC390               | 29 ottobre 2005   | Mount Lemmon Survey |
| 793997 | 2005 UZ390               | 1 ottobre 2005    | Mount Lemmon Survey |
| 793998 | 2005 US396               | 30 settembre 2005 | Mount Lemmon Survey |
| 793999 | 2005 US401               | 27 ottobre 2005   | Spacewatch          |
| 794000 | 2005 UN403               | 7 ottobre 2005    | Spacewatch          |